# Jackson (Missouri)
Jackson – miasto w Stanach Zjednoczonych, w stanie Missouri, siedziba administracyjna hrabstwa Cape Girardeau.